# Phalacrotophora bruesiana
Phalacrotophora bruesiana är en tvåvingeart som beskrevs av Günther Enderlein 1912. Phalacrotophora bruesiana ingår i släktet Phalacrotophora och familjen puckelflugor. Inga underarter finns listade i Catalogue of Life.